# 케이팝 댄스 페스티벌
케이팝 댄스 페스티벌(K-pop Dance Festival)은 스코넥 엔터테인먼트가 개발한 Wii 전용 댄스 게임이다.
2013년 4월 25일에 대한민국에서 발매되었다.

## 모드
이 게임의 모드는 3가지가 있다.
- GUIDE : 초보자 전용 댄스 모드. 화면에 댄스의 움직임을 나타내는 "가이드"가 표시된다. 가이드의 움직임을 보면서 춤을 추자.
- NEXT DANCE : 중급자용 댄스 모드. 화면에 오른쪽에 댄스 안무가 표시된다. 각 안무를 확인하면서 춤을 추면 된다.
- PROFESSIONAL : 상급자용 댄스 모드. 이 모드는 가이드와 댄스 안무가 표시되지 않는 대신 득점이 NEXT DANCE 모드보다 높다. 그 이외에는 NEXT DANCE 모드와 차이가 없다.

## 수록곡
이 게임의 곡은 26곡의 친숙한 가요가 수록되어 있다.

### 1980년대
- 소방차 - 어젯밤 이야기

### 1990년대
- 서태지와 아이들 - 난 알아요
- 듀스 - 여름안에서
- 클론 - 꿍따리 샤바라
- 지누션 - 말해줘
- 핑클 - 내 남자 친구에게
- 박진영 - Honey
- 엄정화 - Festival

### 2000년대
- 이효리 - 10 Minutes
- 태양 - 나만 바라봐
- 원더걸스 - Nobody
- 노라조 - 슈퍼맨
- 카라 - Mr.

### 2010년대
- 2NE1 - I Don't Care
- 시크릿 - 샤이보이
- 달샤벳 - Supa Dupa Diva
- 씨스타19 - Ma Boy
- 티아라 - Roly Poly
- 처진 달팽이(이적, 유재석) - 압구정 날라리
- 철싸(노홍철, 싸이) - 흔들어 주세요
- 오렌지 캬라멜 - 샹하이 로맨스
- 아이유 - 너랑 나
- 빅뱅 - Fantastic Baby
- 비스트 - 아름다운 밤이야
- 이하이 - 1.2.3.4
- 싸이 - 강남스타일